# Cacharel
Cacharel (franceză: [kaʃaʁɛl]) este un brand francez de fashion, parfumuri și accesorii. A fost creat în 1962 de către Jean Bousquet, în Nîmes (Franța), cel care a fondat și compania omonimă în 1964. Cacharel vine de la denumirea locală a raței cârâitoare (Anas querquedula, o rață mică) din Camargue.